# 札幌オオドオリ大学
札幌オオドオリ大学（さっぽろオオドオリだいがく、英称:Sapporo Odori University）は、日本の特定非営利活動法人（NPO法人）。学校教育法で定められた正規の大学ではなく、生涯学習を推進する団体である。
NPO法人「シブヤ大学」のノウハウを移転して開校した姉妹校で、京都・名古屋に次ぐ3校目。

## 概要
学長は、猪熊梨恵（いのくま りえ）。
通常の大学とは異なり、先生として街の人々を招き、ホームページ上にてその講義を受ける生徒を募集するというスタイルをとっている（募集には「学生登録」が必要。後述）。また、運営スタッフも、ほとんどが兼職であり、中には学生もいる。

### 参加方法
[編集中]

## 姉妹校
- シブヤ大学（2006年9月開校）
- 京都カラスマ大学（2008年10月開校）
- 大ナゴヤ大学（2009年9月開校）
- ひろしまジン大学（2010年5月開校）
- 福岡テンジン大学（2010年9月開校）
- 東京にしがわ大学（2010年10月開校）
- 琉球ニライ大学（2010年11月開校）
- サクラ島大学（2011年7月開校）